# Réserve écologique Claude-Mélançon
Die Réserve écologique Claude-Mélançon ist ein im Jahr 1988 eingerichtetes, 534,59 ha großes Schutzgebiet im Süden der kanadischen Provinz Québec.

## Lage
Das Schutzgebiet repräsentiert die nördlichen Appalachen und die Mégantic-Hügellandschaft. Die nächstgrößere Stadt ist Lévis, die Hauptstadt der Verwaltungsregion Chaudière-Appalaches.
Das Schutzgebiet liegt zwischen 450 und 950 m über dem Meeresspiegel. Höchster Punkt ist der Saint-Magloire-Berg. Der felsige Untergrund des Gebiets, das zum Nordende der Appalachen gehört, birgt vor allem Schiefer und Kalkstein sowie nacheiszeitliche Ablagerungen.

## Flora
Die Vegetation ändert sich vor allem mit der Höhe über dem Meeresspiegel. In den tiefer gelegenen Gebieten herrschen dementsprechend Gelb-Birken vor, in den höheren Lagen eher Papier-Birken, weiter oben vielfach Waldsauerklee (Oxalis montana).

## Fauna
So groß die Artenvielfalt der Pflanzen ist, so groß ist auch die der Tiere. An Säugetieren finden sich Elche, Weißwedelhirsch, Biber, Fuchs, Kojote, Hase, Kanadischer Luchs, Schwarzbär, Fichtenmarder, Hermelin, Amerikanischen Fischotter, Amerikanischer Nerz, verschiedene Baumhörnchen, dazu Wühlmäuse und Spitzmausarten.
Allein 25 Vogelarten brüten in dem Gebiet, zahlreiche weitere Arten nehmen hier zeitweilig Aufenthalt.

## Namensgeber
Der Name des Schutzgebiets erinnert an den Naturalisten Claude Mélançon (1895–1973), der mit verschiedenen Organisationen, darunter der Société Provancher d’histoire naturelle du Canada und der Société zoologique de Québec zusammenarbeitete. Vor allem im Bereich des Pflanzenschutzes, seinem Arbeitsschwerpunkt, setzte er sich für den Erhalt der Biotope in der Provinz ein.